# Movimiento Pro-Emancipación de las Mujeres de Chile
Movimiento Pro-Emancipación de las Mujeres de Chile är en förening för kvinnors rättigheter i Chile, grundad 1935.
Den grundades av Elena Caffarena, Olga Poblete och Graciela Mandujano.
Den fungerar som en paraplyorganisation för Chiles kvinnoföreningar. 